# Тінгіс
Тінгіс (дав.-гр. Τίγγη; також Тінджіс) — персонаж давньогрецької міфології, дружина Антея, мати Іфіної і Суфакса, ймовірно місцева берберійська богиня.
За однією з версій після того, як Геракл убив Антея, він оволодів нею, а вона народила після цього Суфакса, який побудував потім місто Танжер і назвав його на честь матері. Нумідійський цар Джуба походив від нього. 